# Interdis
Interdis è stata una società consortile per azioni attiva nell'ambito della grande distribuzione organizzata. Fu composta da 21 imprese locali, presenti in 15 regioni italiane, dal Veneto alla Calabria.
La rete di punti di vendita era costituita da 1.495 negozi al dettaglio e 15 cash and carry. La quota di mercato sulla distribuzione moderna era del 1,7%.
La società è attualmente attiva con il nome VéGé.

## Storia
Interdis, nata sulla scia del Gruppo VéGé, fu costituita a Catanzaro il 28 gennaio 1999, a seguito della conclusione del progetto Euromadis e alla conseguente separazione di VéGé da Selex.
A fine 2006 Interdis e Conad hanno siglato un accordo quinquennale, logistico e di prodotto a marchio. Di questo accordo faceva parte anche il Gruppo Rewe, titolare in Italia dei march, Billa (ex Standa) e Penny Market. Nel febbraio 2012 si interrompono i rapporti con Conad, c'è l'abbandono della supercentrale Sicon alla quale aderiva con Rewe, nasce infine l'alleanza con Pam Panorama che dà vita ad AlCube.
Dal 2014 ha ripreso lo storico nome Gruppo VéGé.

## Principali insegne
Interdis possedeva, nel canale supermercati, due marchi-insegna principali, ovvero "Sidis" e "DiMeglio". Storicamente il marchio Sidis, ancora attivo, proviene dal Gruppo Végé, impresa della distribuzione organizzata, fondata nel 1959 e confluita in Euromadis.